# Phragmatobia imhoffi
Phragmatobia imhoffi är en fjärilsart som beskrevs av Stoecklin 1959. Phragmatobia imhoffi ingår i släktet Phragmatobia och familjen björnspinnare. Inga underarter finns listade i Catalogue of Life.